# 广东广播电视台大湾区卫视
广东广播电视台大湾区卫视（英語：GRT Greater Bay Area TV，简称大灣區衛視）是中華人民共和國广东广播电视台拥有的一个獲国家广电总局批准上星的地方語言電視頻道，主要以粤语播出。该台稱該頻道是中國內地第一個純粵語播出的衛星電視頻道。

## 历史

2011-2019年在电视上使用的南方卫视台标，2014年后下方“南方卫视”文字改为“广东南方卫视”，2019年12月13日起停用

频道前身为1996年1月22日开播的广东有线广播电视台都市台，并入南方电视台后，2001年7月1日，南方電視台都市頻道（TVS City Channel，频道编号TVS-2）正式啟播。
2004年7月28日，国家广电总局批准南方电视台都市频道调整为粤语频道上星播出，成为全国首个获准上星的地方语言电视频道，分為在廣東省內外播出的兩個頻道，省內版繼續使用南方都市的呼號，衛星版則命名為南方電視台衛星頻道（簡稱南方衛視、-★）。兩個頻道實行兩套節目表，但备案名称仍为南方电视台都市频道。
2010年，南方衛視和南方都市統一頻道呼號為南方衛視，省内版命名為南方衛視（地面版），省外版則命名為南方衛視（上星版）。上星版的台標在地面版台標的基礎上以數字2的右上角加上小星（-2★）分别。
2011年1月10日，频道首次大改版。
2014年5月起，因應原南方廣播影視傳媒集團、广东人民广播电台、廣東電視台、南方電視台、廣東廣播電視技術中心合併為广东广播电视台後的調整，原南方衛視更名為“廣東南方衛視”，同时备案名称由南方电视台都市频道变更为广东广播电视台粤语频道，但台标保持不變。
2015年7月起，廣東南方卫视更换节目包装，同时启用全新口号“心随梦想”。
2017年7月10日起，該台進行大規模改版，停播新聞節目《卫视新闻坊》（前身為粵語版《南方报道》）、評論節目《講開又講》等多個節目，並對現有部分節目進行擴版（如《城事特搜》、《今日最新闻》）及增加播放時段（如《七十二家房客》）。
2019年12月13日，该台再度进行改版，以“爱在南方”作为口号；其同日起弃用已使用18年的TVS系列台标，并随广东广播电视台所有频道更换为新版红色“广”字台标。
2020年9月7日，南方衛視在休台期間將廣播格式變為16:9。同年10月8日，南方衛視开始高标清同步广播。
2022年初，南方卫视于广电总局的备案名称由广东广播电视台粤语频道变更为广东广播电视台大湾区卫视频道。2022年7月29日，南方卫视正式更名为大湾区卫视，原省內地面版和省外上星版合併為同一版本播出。尽管如此，基于节目版权和编排因素，部分时段海外地区播出的节目与广东省内所看到的有所不同。2023年11月下旬，荔枝网增设了“大湾区卫视（海外版）”频道在线直播。

## 主持人
- 骆伟瑜
- 丁丁（丁晓岚）
- 王卓
- 肖嘉晋
- 彭莉婷
- 周丽珊
- 容伟斌
- 符文峣

## 主要節目
頻道現時的主要節目有《笑口組》、《湾区最新闻》、《城事特搜》、《我愛返尋味》以及長壽系列劇《七十二家房客》等。
大部分節目使用粵語（廣州話）播出，但也有個別節目（含新聞）中的主持人或記者使用普通話，也經常出現普通話的商業廣告。部分電視劇集亦不設粵語配音，以普通話原聲播放。

### 新闻资讯類
- 《湾区最新闻》（前称《今日最新闻》）
- 《城事特搜》
- 《南方氣象》（已停播）
- 《講開又講》（已完結）
- 《衛視新聞坊》（已完結）
- 《南方报道》（已停播）
- 《财经直通车》（已完結）
- 《中國警務報道》（已完結）
- 《警視追擊》（已完結）
- 《阿Sir出更》（已完結）
- 《今日关注》（珠江频道、大湾区卫视海外版双频道播出）

### 綜藝娛樂類
- 《笑口组》（前称《都市笑口组》）
- 《我愛返尋味》
- 《湾区文化坊》（前称《粤唱粤好戲》《老倌有戏》）
- 《三个女人一个墟》（已完结）
- 《Fun轉娛樂天》（已完結）
- 《娱人码头》（已完结）
- 《美丽大变身》（已完結）

### 生活服務類
- 《湾区生活+》（前称《生活家》《健康生活家》）
- 《每日运动派》（前称《五分鐘熱度》）
- 《大湾区品质消费报告》（以普通话播出）
- 《人间真情》（以普通话播出）（已完結）
- 《霓裳麗影》（已完結）
- 《潮流假期》（已完結）
- 《In一派》（已完結）
- 《天闻台》（已完結）
- 《贴士易》（已完結）
- 《警戒线》（已完結）
- 《财运Guide》（已完結）
- 《医家医道》（已完结）
- 《非常汽车》（已完结）
- 《FUN尚荟》（已完结）
- 《經貿萬花筒》（已完结）
- 《健康知多d》（已完结）
- 《纪录·在路上》

### 文化艺术类
- 《行进大湾区·奋缉扬帆》（广东卫视、大湾区卫视双频道播出）
- 《文化珠江》（珠江频道、大湾区卫视海外版双频道播出）
- 《岭南风情画》（已完结）
- 《探古寻幽五羊城》（已完结）
- 《华夏探秘》（已完结）
- 《第一故事》（已完结）
- 《吹水唔抹嘴》（已完结）
- 《谁语争锋》（已完结）

### 自製劇類
- 《外来媳妇本地郎》（珠江频道、大湾区卫视海外版双频道播出）
- 《七十二家房客》
- 《乘龙怪婿》系列（已完結）
- 《老貓燒鬚》（已完結）
- 《影像生活》（已完结）
- 《正大方圓》（已完结）

### 大型真人秀類
- 《緣來是你》（已完結）
- 《最佳拍檔》（已完結）
- 《亚运冲锋号》（已完結）
- 《为爱向前冲》（已完結）

### 影视剧时段
- 《老友劇場》（省內版欄目，播放粤語配音的内地電視劇）
- 《喜粵劇場》（上星版欄目，播放粤語配音的内地電視劇）
- 《紫荆花影院》（播放经典港产片，已完結）

### 大型晚會
- 《快樂雙休日》（精選播出國內外大型頒獎典禮或晚會節目，已完结）
- 《南方盛典》（本節目後期改由廣東衛視負責，已完结）

## 各地播放
南方衛視通過衛星覆蓋全球大多數地區，由中星6A衛星傳輸，接收參數為：衛星軌道东经125度，中心频率3845MHz，偏振方式水平，前向糾錯3/4，符號率17.778。另在Telstar 18V（亚太5C）和SES-9等卫星也有轉播。

### 直接转播

#### 廣東
南方衛視透過廣東省內各有線電視平台（廣東有線、廣州有線、深圳天威視訊）及地面數字電視（數碼地面電視廣播）免費播出。

#### 廣西
2012年12月28日，广西全区有线电视中的南方卫视停播，广西广电网络表示，因南方电视台和广西广电网络的落地协议到期而停播南方卫视，原频道位置变成中国中央电视台综合频道。至此，除梧州外，广西各个地方的有线电视网络已无任何一个粤语电视频道。梧州方面，原珠江台的位置改用南方卫视替代，原南方卫视变为央视综合频道，珠江台被改以“测试频道”的名义播放。
目前，南方卫视省内版同其他广东广播电视台地面频道系列一样，在广西广电网络“岭南风采”专区悄然上线，系收费频道。

#### 海南
海南有线曾经传送过珠江台节目，2013年替换为南方卫视至今。

#### 中国大陆其余省份
南方卫视使用粤语播出，因粤语与中国其他地区的语言并不相通，加上上星版南方卫视的主要服务对象是境外粤语观众，故南方卫视未在全国范围内大规模落地；但仍有少数有线电视或IPTV运营商有提供该频道，如北京IPTV、湖南IPTV、福建电信、黑龙江联通等。

#### 香港
2004年8月，开始透過香港寬頻bbTV播出。2017年1月1日，因香港寬頻bbTV終止服務，停止在该平台播出。
2005年6月，开始透過now TV播出，目前转播的是大湾区卫视（海外版）。
2006年11月5日，开始透過無綫網絡電視播出。2011年11月1日，因合約結束，停止在無綫網絡電視播出。
2022年7月29日，在香港有線電視播放的珠江频道境外版改为转播本频道。2023年6月1日，因香港有線電視終止服務，停止在该平台播出。
2025年5月16日，開始透過myTV SUPER播出，該頻道自2011年11月1日其前身是無線網絡電視停播之後，事隔13年6個月15日後重新復播。

#### 澳門
澳門各公共天線公司的網絡都采用模擬制式電視傳送南方衛視（信号为亞太5號長城平台的版本）。2013年8月8日起，遵守澳門中級法院對有線與公天的判決，原有公共天線公司的自行接收的信號改為使用澳門有線信號，原因为該頻道未有列入頻道表中而在澳門公天網絡中取消。现通过澳門有線電視可收看南方卫视节目，澳門公天網絡也恢復傳送。

#### 海外
大湾区透過中國海外长城平台覆蓋全球大多數地區，于當地卫星、有线电视和IPTV平台播放。

### 本地版本

#### 香港亚洲电视

亞洲電視转播南方卫视的画面

香港亞洲電視于2009年10月1日早上7:00開始通过数字电视13频道轉播南方衛視。由於南方衛視以4:3播出的原因，亞洲電視轉播版本左右兩邊以黑邊填補空白，同時左上角加入亞洲電視台标，台标顏色修改至接近南方卫视台标的橙黃色。2011年1月1日凌晨零時起，亞視所有自製及轉播頻道的台标颜色均統一為橙色，及後左右兩邊用来填充画面空白的长条與本港台、國際台、亞洲台一樣的白色為主色的靜止圖板取代。
與香港收費電視轉播平台全天24小時轉播情況不同，亞視在凌晨1:00-6:00會播出过往本港台播放的電視劇與資訊節目，部分跟首播日期更有十多年差距。原因是亞視曾向廣管局承諾會於香港地面数字電視廣播頻譜上開設亞視資訊娛樂台（即後來的歲月留聲），並在新頻道的全天节目安排内最低提供百分之二十的本地製作節目，惟因亞視財困最終擱置開設此台，並引入南方衛視替代，而亞視原先承諾推出的兩成本地製作則以凌晨时段重播舊節目充數。
在2011年2月15日，亚视转播该频道的《今日最新闻》時，突然在畫面顯示有關節目需要停播，却未明確交代原因。2月16日，亞視發出新聞稿表示節目內含有違反香港電視業務（節目及廣告）守則內規定的廣告宣傳內容，接獲廣管局裁決及指示後需要停播此節目（新聞稿原文）。11月3日中午起恢復播放今日最新聞，但用圖形覆蓋植入式廣告的部分。香港收費電視轉播平台沒有受任何影響。
亞洲電視於2012年9月28日宣佈，由同年10月1日凌晨開始停播南方衛視（新聞稿原文）。原有轉播中的深圳衛視和中央電視台綜合頻道則維持不變，12月31日晚23:30，13頻道改為播出歲月留聲，直至亞洲電視於2016年4月2日本地免費電視牌照屆滿而停播。

#### 广东国际美洲台
从2022年7月28日開始，在美国洛杉矶和圣巴巴拉地区播放的广东国际美洲台改為轉播本频道。

## 黄金时段节目
新闻资讯节目為綠色；綜藝和生活節目為金色；电视劇和电影為米色。
| 时间   | 18:30  | 18:40    | 19:30      | 20:00      | 20:35      | 21:05                    | 22:00      | 22:30    | 23:30            |
| ------ | ------ | -------- | ---------- | ---------- | ---------- | ------------------------ | ---------- | -------- | ---------------- |
| 星期一 | 笑口組 | 城事特搜 | 我愛返尋味 | 湾区最新聞 | 湾区最新聞 | 短剧连环炮：七十二家房客 | 老友剧场   | 老友剧场 | 专题休闲资讯节目 |
| 星期二 | 笑口組 | 城事特搜 | 我愛返尋味 | 湾区最新聞 | 湾区最新聞 | 短剧连环炮：七十二家房客 | 老友剧场   | 老友剧场 | 专题休闲资讯节目 |
| 星期三 | 笑口組 | 城事特搜 | 我愛返尋味 | 湾区最新聞 | 湾区最新聞 | 短剧连环炮：七十二家房客 | 老友剧场   | 老友剧场 | 专题休闲资讯节目 |
| 星期四 | 笑口組 | 城事特搜 | 我愛返尋味 | 湾区最新聞 | 湾区最新聞 | 短剧连环炮：七十二家房客 | 老友剧场   | 老友剧场 | 专题休闲资讯节目 |
| 星期五 | 笑口組 | 城事特搜 | 我愛返尋味 | 湾区最新聞 | 湾区最新聞 | 短剧连环炮：七十二家房客 | 老友剧场   | 老友剧场 | 专题休闲资讯节目 |
| 星期六 | 笑口組 | 城事特搜 | 我愛返尋味 | 湾区最新聞 | 笑口组     | 短剧连环炮：七十二家房客 | 健康生活家 | 老友剧场 | 老友剧场         |
| 星期日 | 笑口組 | 城事特搜 | 我愛返尋味 | 湾区最新聞 | 笑口组     | 短剧连环炮：七十二家房客 | 健康生活家 | 老友剧场 | 老友剧场         |

南方卫视改版为大湾区卫视前，曾区分省内和省外版，省外版曾經转播原南方电视台其他频道的节目，如TVS1的《一起旅游吧》和《真实故事》、TVS3的《全民放轻松》、TVS5 的《放学我当家》等，現已取消安排。另外，省外版的广告时段不播放商业广告，仅播出频道宣传片、政府宣传片、公益广告和歌曲MV。2022年7月29日起，上星版節目編排與省內版一致。尽管目前该频道已经不分省内外版，但在部分时段广东省内（含电视和网上直播）播出的节目和境外地区是不同的；比方说22：00播放的《老友剧场》，境外地区会以纪录片等其他节目替代。

## 外部連結
- 频道官方网站 （页面存档备份，存于）
- 新浪微博 （页面存档备份，存于）
- 香港網絡大典上的相关条目：廣東南方衛視